# Euphorbia gollmeriana
Euphorbia gollmeriana es una especie fanerógama perteneciente a la familia de las euforbiáceas.  Es originaria de Venezuela.

## Taxonomía
Euphorbia gollmeriana fue descrita por Klotzsch ex Boiss. y publicado en Prodromus Systematis Naturalis Regni Vegetabilis 15(2): 65. 1862.
Etimología
Euphorbia: nombre genérico que deriva del médico griego del rey Juba II de Mauritania (52 a 50 a. C. - 23), Euphorbus, en su honor – o en alusión a su gran vientre –  ya que usaba médicamente Euphorbia resinifera. En 1753 Carlos Linneo asignó el nombre a todo el género.
gollmeriana: epíteto otorgado  en honor del botánico y farmacéutico alemán Julius Gollmer (?-1861), quien residía en Venezuela y descubrió el holotipo.
Sinonimia
- Euphorbia lutzenbergeriana Croizat	[5][6]